# Alberto Ascari
Alberto Ascari (Milán, Italia; 13 de julio de 1918-Autodromo Nazionale di Monza, Monza, Italia; 26 de mayo de 1955) fue un piloto de automovilismo italiano de Fórmula 1. Su nombre se cuenta entre las primeras figuras de la categoría y al mismo tiempo de la Scuderia Ferrari, aunque también fue piloto oficial de Lancia y Maserati. Obtuvo 13 victorias, 17 podios y 14 pole positions en 32 Grandes Premios puntuables, y obtuvo dos títulos en 1952 y 1953, más un subcampeonato en 1951.
Entre sus triunfos se destacan tres en el Gran Premio de Italia, tres en el Gran Premio de Alemania, dos en el Gran Premio de Gran Bretaña, dos en el Gran Premio de Bélgica, dos en el Gran Premio de Suiza y dos en el Gran Premio de los Países Bajos.
El italiano también compitió en automóviles deportivos de manera oficial, logrando victorias en los 1000 km de Nürburgring de 1953 y la Mille Miglia de 1954, válidas para el Campeonato Mundial de Resistencia. Ascari murió al chocar probando un sport prototipo en el Autodromo Nazionale Monza, cuya curva hoy lleva su nombre.

## Carrera

### Inicio
Su padre Antonio Ascari había sido un talentoso piloto de grandes premios en los años 1920, conduciendo automóviles de la marca Alfa Romeo. A pesar del accidente que causó la muerte de Antonio en el Gran Premio de Francia de 1926, su hijo mantuvo el interés en el automovilismo, aunque se dice que siempre intuyó que moriría en accidente como su padre. En sus primeros años se dedicó a las motocicletas, pero tras competir en las prestigiosas Mille Miglia al mando de una Ferrari, comenzó a dedicarse a las carreras sobre cuatro ruedas regularmente.
Su carrera deportiva en el automovilismo se vio interrumpida por la Segunda Guerra Mundial, tras la cual disputó los Grandes Premios al mando de un Maserati. Su compañero en la escudería era Luigi Villoresi, quien con el tiempo se transformaría en el mentor y un gran amigo de Alberto. Ascari obtuvo su primera victoria en un Gran Premio en San Remo (Italia) en 1948, y al año siguiente lograría otro primer puesto con la misma escudería. No obstante, sus mayores éxitos comenzaron cuando se unió a Villoresi en Ferrari. Allí ganaría tres carreras más en ese año.

### Fórmula 1

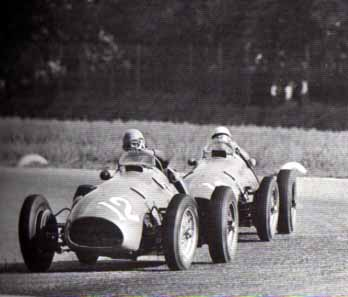
Ascari y Villoresi en el GP de Italia 1952

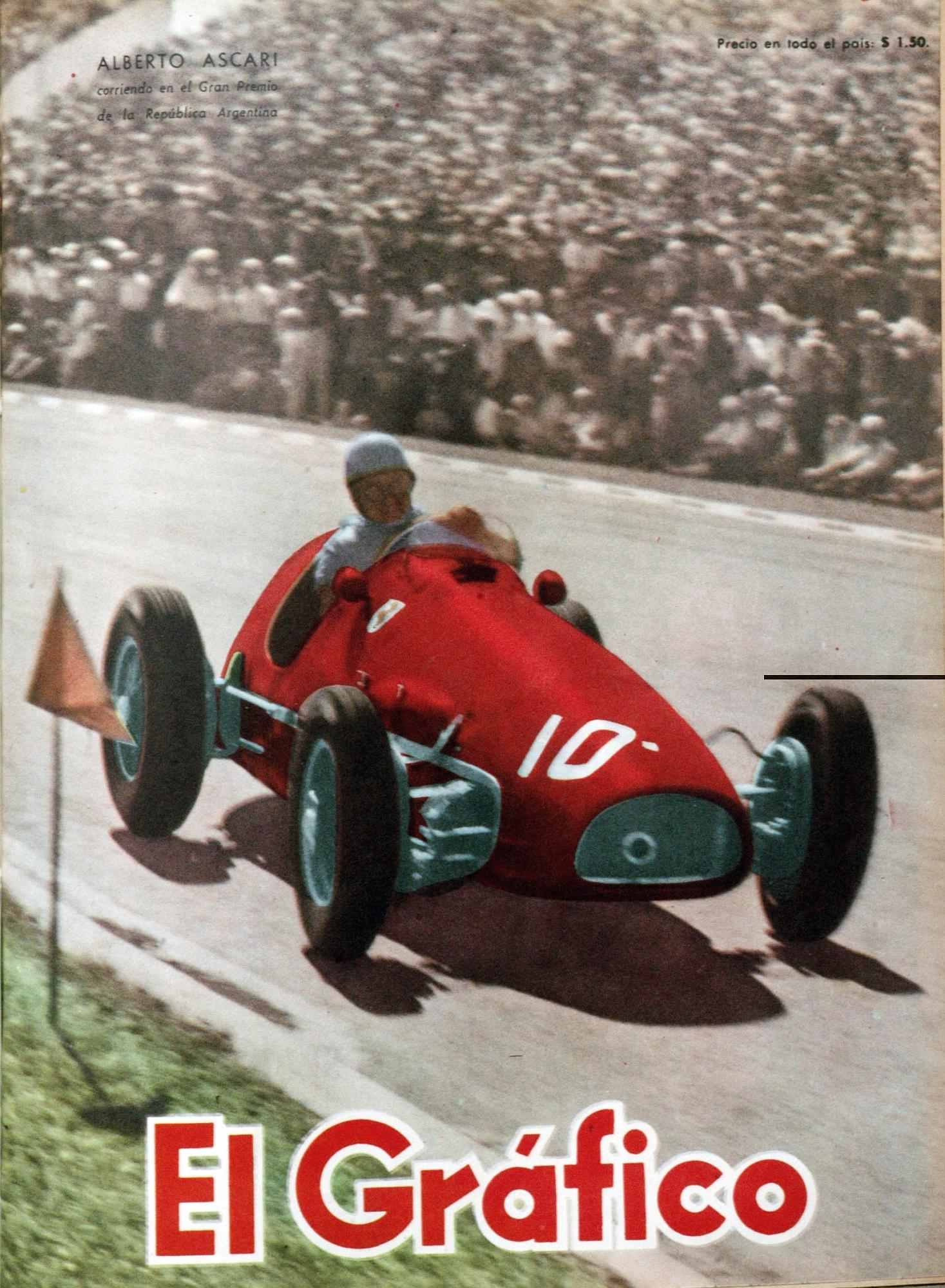
Alberto Ascari en 1953.

La primera temporada oficial de Fórmula 1 tuvo lugar en el año 1950, y Ferrari hizo su debut en el Gran Premio de Mónaco con Ascari, Villoresi y el popular piloto francés Raymond Sommer como butacas oficiales. Ascari finalizó la carrera en la segunda colocación, y meses más tarde, compartiría el segundo lugar en la primera carrera de F1 disputada en Monza. A pesar de ello, solo alcanzaría el quinto lugar en las posiciones finales del campeonato de pilotos. Al año siguiente lograría su primera victoria en Nürburgring, a la cual le sumaría otra en Monza que le serviría para alcanzar el segundo lugar en el campeonato, por detrás de Juan Manuel Fangio.
Tras las expectativas que habían suscitado sus notables actuaciones en Europa, Enzo Ferrari cedió uno de sus automóviles a Ascari para que participe en las 500 Millas de Indianápolis de 1952, que por ese entonces formaban parte del calendario de la Fórmula 1. Ascari fue el único europeo que tomó parte del evento ese día, pero su participación se terminó tras 40 vueltas de carrera. Indianápolis fue el único evento en que Ascari no triunfó en esa temporada. En cambio, ganó las 6 carreras disputadas en territorio europeo, marcando la vuelta más rápida en todas ellas. De esa forma, casi obtuvo el máximo de puntos que se pusieron en juego en la temporada, aunque en ese entonces se otorgaban puntos a quien marcaba la vuelta más rápida en un Gran Premio, y Ascari debió compartir medio punto con otro piloto en uno de los eventos.
En su racha de triunfos, Ascari ganó la primera carrera de la temporada 1953, extendiendo de esta forma su racha a 7 triunfos consecutivos marca que fue igualada recién en 2004 por Michael Schumacher. La serie se interrumpiría con un cuarto lugar en el Gran Premio de Francia, aunque se trató de una carrera muy competitiva y Ascari no terminó lejos de quien ganó la prueba. Otros dos triunfos en esa temporada le permitieron alzarse por segundo año consecutivo con el título de campeón de pilotos. En 1954, la performance de Ascari no volvió a ser tan competitiva como en los dos años anteriores, no pudiendo concluir una carrera en 4 intentos, aunque compensó ganando en las Mille Miglia con Lancia, pilotando en solitario.

### Última temporada en Fórmula 1
La temporada 1955 empezó para Ascari como piloto oficial de la Scuderia Lancia en forma similar a la anterior, con dos abandonos. El segundo de ellos se produjo tras un espectacular accidente en Mónaco, en el cual impactó contra un sector del puerto tras fallar en una chicana.
Una semana después, el 26 de mayo, Ascari viajó a Monza para probar un modelo deportivo de carreras de Ferrari, y se accidentó en una de las curvas más rápidas del circuito italiano, en concreto en el antiguo giro a la izquierda que daba acceso a la contrarecta. Dicho accidente le provocó la muerte, aunque los hechos nunca fueron aclarados totalmente. La curva en donde se produjo el desafortunado hecho ahora le hace honor bajo la denominación de Variante Ascari ya que en ese punto ahora se encuentra una chicana izquierda-derecha-izquierda.

## Resultados

### Fórmula 1
(Clave) (negrita indica pole position) (cursiva indica vuelta rápida)

| Año     | Escudería                 | 1       | 2       | 3     | 4       | 5       | 6     | 7      | 8       | 9       | Pos. | Puntos          |
| ------- | ------------------------- | ------- | ------- | ----- | ------- | ------- | ----- | ------ | ------- | ------- | ---- | --------------- |
| 1950    | Scuderia Ferrari          | GBR     | MON 2   | 500   | SUI Ret | BEL 5   | FRA   | ITA 2† |         |         | 5.º  | 11              |
| 1951    | Scuderia Ferrari          | SUI 6   | 500     | BEL 2 | FRA 2†  | GBR Ret | GER 1 | ITA 1  | ESP 4   |         | 2.º  | 25 (28)         |
| 1952    | Scuderia Ferrari          | SUI     | 500 Ret | BEL 1 | FRA 1   | GBR 1   | GER 1 | NED 1  | ITA 1   |         | 1.º  | 36 (53 1⁄2)     |
| 1953    | Scuderia Ferrari          | ARG 1   | 500     | NED 1 | BEL 1   | FRA 4   | GBR 1 | GER 8† | SUI 1   | ITA Ret | 1.º  | 34 1⁄2 (46 1⁄2) |
| 1954    | Officine Alfieri Maserati | ARG     | 500     | BEL   | FRA Ret | GBR Ret | GER   | SUI    |         |         | 25.º | 1 1⁄7           |
| 1954    | Scuderia Ferrari          |         |         |       |         |         |       |        | ITA Ret |         | 25.º | 1 1⁄7           |
| 1954    | Scuderia Lancia           |         |         |       |         |         |       |        |         | ESP Ret | 25.º | 1 1⁄7           |
| 1955    | Scuderia Lancia           | ARG Ret | MON Ret | 500   | BEL     | NED     | GBR   | ITA    |         |         | NC   | 0               |
| Fuente: |                           |         |         |       |         |         |       |        |         |         |      |                 |

- † Coche compartido.

## Legado
Alberto Ascari está enterrado junto a la tumba de su padre en el Cimitero Monumentale en Milán.
En 1992 fue ingresado al Salón de la Fama del Deporte Automotor.
Un sector del Autódromo Oscar y Juan Gálvez de Argentina, también homenajea su memoria, siendo bautizado como Chicana Ascari.